# アルバナ・パショリ
アルバナ・パショリ (ブルガリア語: Арбана Пашоли, アルバニア語: Arbana Pasholli, マケドニア語: Арбана Пашоли) は、アルバニア系マケドニア人の北マケドニアの政治家である。

## 伝記
彼女は1981年4月19日にユーゴスラビア社会主義連邦共和国のデバールの町に生まれ、その後でスコピエ大学心理学研究所を卒業。2020年7月15日、彼女は北マケドニア議会の政党民主統合連合から国会議員に選出された。